# Rivière de l'Orignal
Pour les articles homonymes, voir Orignal (homonymie).
La rivière de l'Orignal est une petite rivière située dans la réserve faunique La Vérendrye et qui se jette dans la baie de l'Orignal du lac Dumoine dans la municipalité régionale de comté de Pontiac, dans la région administrative de l'Outaouais, au Québec, au Canada.

## Géographie
La rivière prend sa source au lac Hawkesbury dans le territoire non organisé Réservoir-Dozois. Elle coule vers le sud traversant le lac des Baies, le lac à la Croix et le lac Joncas puis elle reçoit les eaux du lac de l'Orignal pour finalement se jeter dans le lac Dumoine.
« Elle est la décharge des lacs de l'Orignal et Joncas et d'autres plus petits, dans la baie de l'Orignal du lac Dumoine où à 1/2 mille (1 km) de son embouchure, elle forme une cascade de 25 pieds (8 m) de hauteur. » Ce renseignement est paru dans le Dictionnaire des Lacs et des Rivières de la province de Québec de 1925, page 124.

## Toponymie
Le toponyme rivière de l'Orignal a été officialisé le 5 décembre 1968 à la Commission de toponymie du Québec.